# Boxeo en España

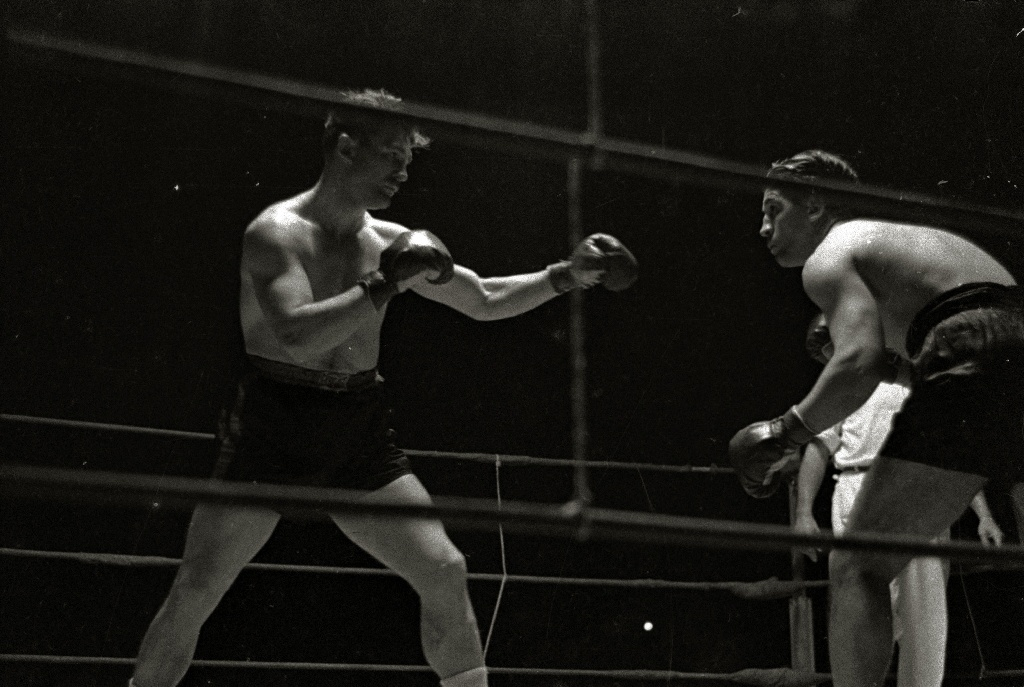
Combate de boxeo disputado en Guipúzcoa en 1947

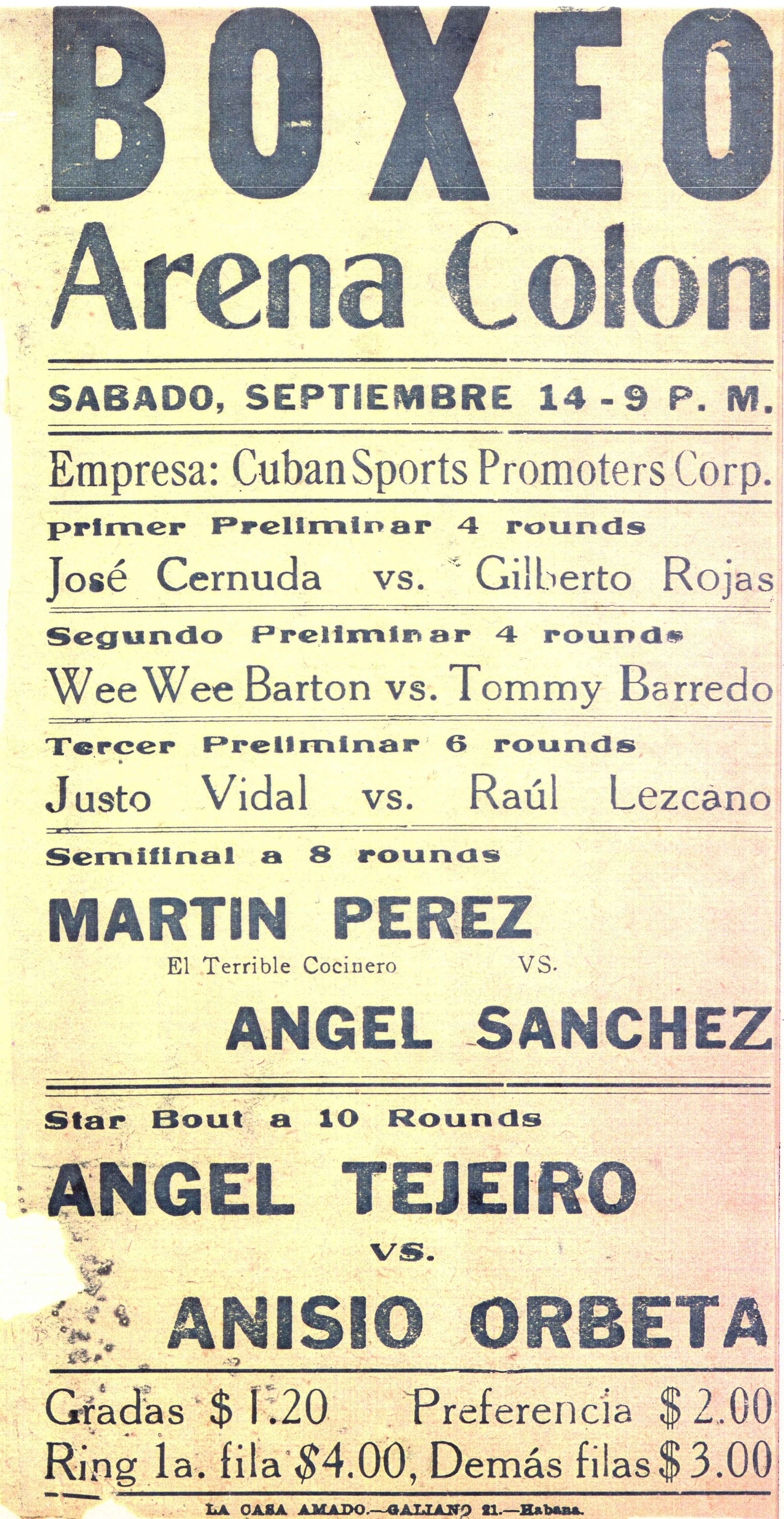
Cartel de boxeo del año 1929 anunciando el combate entre Ángel Tejeiro y Anisio Orbeta

El boxeo en España fue un deporte muy popular que alcanzó en la década de 1970 su mayor auge y cuya fama se vio mermada en los años siguientes tras ser ignorado por los medios de comunicación. Varios boxeadores españoles a lo largo de la historia han sido campeones del mundo en distintas categorías. En cuanto al boxeo amateur, tres púgiles han conseguido medallas en los Juegos Olímpicos. El boxeo femenino español contaba en el año 2015 con veinte luchadoras profesionales.
Según los datos del Ministerio de Educación, Cultura y Deporte del año 2013, en España había 3008 boxeadores federados. El organismo encargado de expedir las licencias, ya sean de aficionado o profesionales, es la Federación Española de Boxeo.

## Historia

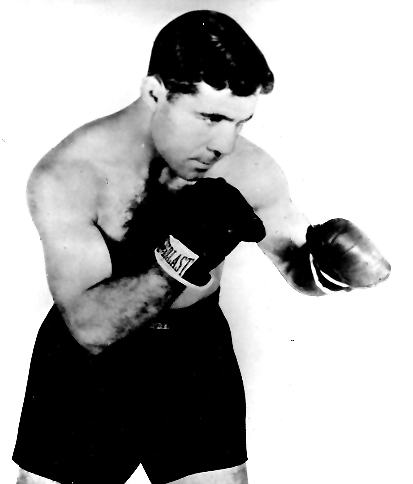
Baltasar Belenguer Hervás «Sangchili» fue el primer español en proclamarse campeón del mundo

### Inicios
Un marinero mahonés aprendió a boxear tras trabajar en un barco británico y transmitió sus conocimientos al profesor Bergé, que empezó a enseñar esta disciplina en Barcelona en los años 1875 y 1876. El primer club donde se empezó a boxear en España fue el Barcelona Boxing Club; allí acudía Ramón Larruy, que posteriormente fundó la Federación Española de Boxeo en el año 1922, a la que se acabó integrando la Federación Nacional de Deportes de Defensa, organización que se había creado en Madrid.
En el año 1924 compiten por primera vez los boxeadores españoles en unos Juegos Olímpicos, los de París. En el año 1925, el boxeador taranconero Antonio Ruiz se convirtió en el primer púgil español en conseguir un campeonato de Europa de boxeo, por la Unión Europea de Boxeo (IBU), en la categoría de peso pluma. Antes del inicio de la Guerra Civil Española, fueron también campeones de Europa: Paulino Uzcudun en el peso pesado (1926, 1928 y 1933), Luis Rayo en el peso ligero (1927), Víctor Ferrand en el peso mosca (1927), Carlos Flix en el peso gallo (1929 y 1930), José Juan Gironés en el peso pluma (1929), Ignacio Ara en el peso mediano (1932 y 1933), y José Martínez Valero en el peso semipesado (1934). Uzcudun llegó a disputar el campeonato del mundo al enfrentarse al italiano Primo Carnera en 1933, combate que perdió a los puntos; solo fue noqueado una vez, por Joe Louis, en el Madison Square Garden.
Baltasar Belenguer Hervás «Sangchili» fue el primer español en proclamarse campeón del mundo; lo hizo tras su combate contra Panamá Al Brown, celebrado en la Plaza de toros de Valencia el 1 de junio de 1935, tras decisión del árbitro con una puntuación de 298-286. Con ese combate logró el cinturón de campeón del mundo IBU del peso gallo.

### Guerra civil y posguerra
Con motivo de la Guerra Civil Española la progresión de este deporte se frenó en seco. Los púgiles que estaban en la España en guerra fueron al frente, colaboraron en actos benéficos, se exiliaron, y también sufrieron hechos dramáticos, como la ejecución por parte del bando sublevado de Antonio Mata Guinot, boxeador villarrealense, acusado de pertenecer al bando republicano. También fueron fusilados otros boxeadores: el campeón de Europa, Carlos Flix, el 2 de marzo de 1939 en Campo de la Bota; el campeón de España, José de La Peña Aceval, fue ejecutado en Paracuellos de Jarama, y el campeón de Castilla, Toribio Nistal, murió fusilado en Madrid el 4 de septiembre de 1936 a causa de una riña con los miembros de una cheka, por la requisa de alimentos en la carnicería familiar. Terminada la guerra, la Delegación Nacional de Boxeo solo reconoció dos campeones nacionales: "Sangchili" (gallos) y Tarré (wélters).
En el año en que termina el conflicto empezó a boxear Luis Romero Pérez, que fue campeón de España en los pesos gallo y pluma y campeón de Europa del peso gallo. Se convirtió en el primer español en ganar el cetro europeo después de la guerra; llegó a pelear en Sudáfrica para conquistar el título mundial, pero perdió a los puntos ante Vic Toweel.
Ya en la década de 1950 conquistaron también el europeo Martín Marco Voto en el peso mosca (1955, 1956, 1957 y 1958) y Fred Galiana en el peso pluma (1955 y 1956).

### La época dorada

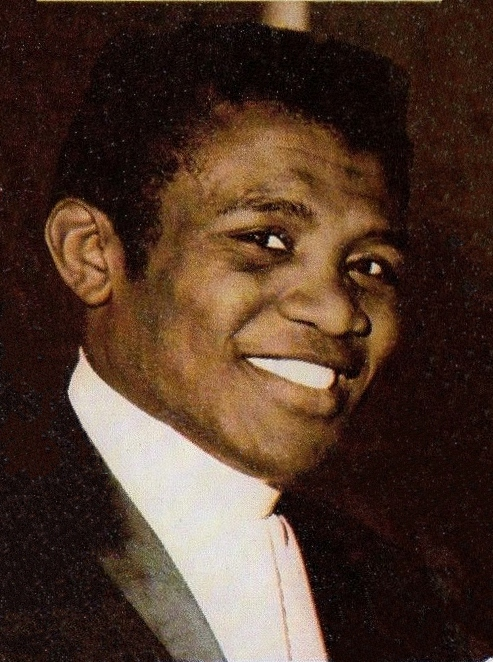
José Legrá, dos veces campeón del mundo y siete de Europa

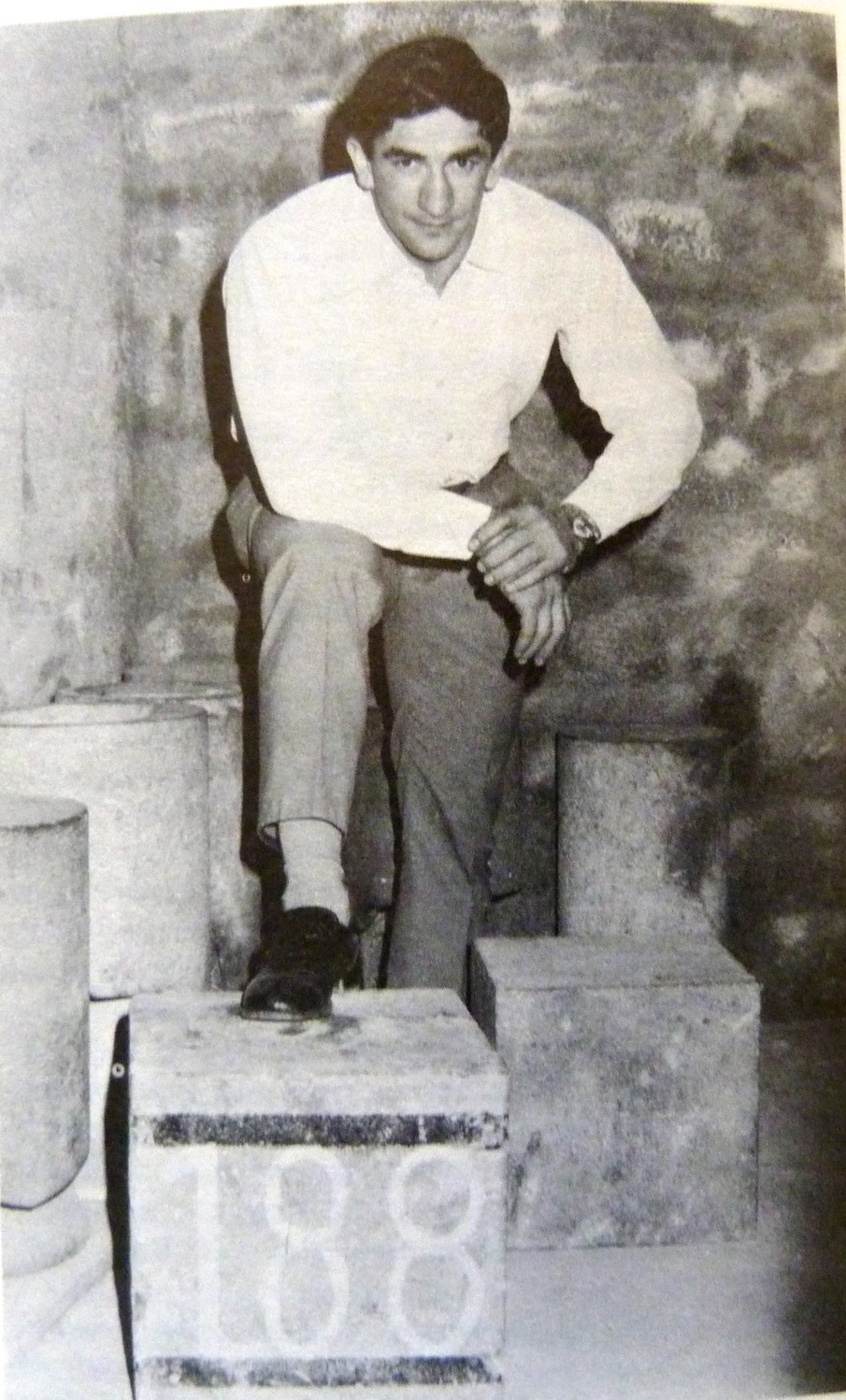
Urtain, boxeador vasco muy popular, que fue tres veces campeón de Europa

En la década de 1960 se consiguieron otros títulos europeos: Ben Ali Hamed Mimun en el peso gallo (1963, 1965, 1966 y 1967), Juan Albornoz «Sombrita» en peso superligero (1965), Pedro Carrasco en el peso ligero (1967, 1968 y 1969), José Legrá en el peso pluma (1967) y Manuel Calvo Fernández también en el peso pluma (1968).
José Legrá era un cubano que al no poder dedicarse al boxeo profesional en su país de origen decidió emigrar. Llegó a España en el año 1963 y en tres años consiguió la nacionalidad española. Después de conseguir el cinturón europeo al derrotar en tres asaltos a Yvea Desniarts, en 1968 se proclamó campeón del mundo de la WBC al vencer al galés Howard Winstone en Porthcawl por KO técnico. Se convirtió así en el segundo español en proclamarse campeón del mundo, 33 años después de que lo lograra «Sangchili». Perdió el título en su primera defensa, pero lo recuperó tres años más tarde ante el mexicano Clemente Sánchez.
El siguiente español en proclamarse campeón del mundo fue Pedro Carrasco el 5 de noviembre de 1971, pero la WBC decidió no homologar el título debido a las irregularidades cometidas por el árbitro del combate. Sí lo logró Perico Fernández, al imponerse al japonés Tetsuo Furuyama el 21 de septiembre de 1974, en un combate disputado en Roma por el título mundial de la WBC del peso superligero. Ese año también se había proclamado campeón de Europa.
El cuarto español en ganar el cetro mundial fue José Durán Pérez. Para ello derrotó al nipón Koichi Wajima el 18 de mayo de 1976 y consiguió el cinturón de la WBA del peso superwélter. Después lo consiguieron Miguel Velázquez ese mismo año (peso superligero, WBC) y Cecilio Lastra (peso pluma, WBA) en el año 1977.
En el año 1977 se celebró un combate por el título mundial del peso pesado versiones WBC y WBA entre Muhammad Ali y Alfredo Evangelista, que se saldó con la derrota de este último. Un boxeador que alcanzó una gran fama en esa época, a pesar de no conseguir ningún título mundial, fue el tres veces campeón de Europa José Manuel Urtain.

### Decadencia
A finales de la década de 1970 el interés por el boxeo, que había alcanzado una popularidad parecida a la del fútbol, empezó a decaer. A esto contribuyeron varios factores. Por ejemplo, el fallecimiento de los boxeadores Rubio Melero y Salvador Pons por el castigo recibido en sus combates propició la aparición de un movimiento contrario a la práctica de este deporte. También se detectaron irregularidades en la celebración de algunas contiendas, con peleas donde intervenían grandes boxeadores que se enfrentaban a rivales de poca categoría y con reclamaciones de dinero entre boxeadores y promotores. Se había producido un cambio en la sociedad española, que ya no veía con buenos ojos la práctica de deportes de combate, sobre todo profesionalmente. TVE, excepto en el periodo de tiempo que estuvo dirigida por Pilar Miró, dejó de emitir veladas; el diario de difusión nacional El País recogía en su Libro de estilo (1977):

El periódico no publica informaciones sobre la competición boxística, salvo las que den cuenta de accidentes sufridos por los púgiles o reflejen el sórdido mundo de esta actividad
Libro de estilo, noviembre de 1977.

### Periodo en blanco y nuevos campeones mundiales

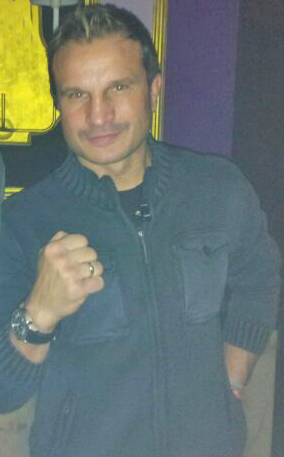
Javier Castillejo fue campeón del mundo del peso superwélter por la WBC y del peso mediano por la WBA.

Después del campeonato mundial obtenido por Cecilio Lastra, transcurrió un periodo de tiempo de más de veinte años sin que ningún púgil español consiguiera el título. Durante esa época el boxeador más destacado fue Poli Díaz. Conocido como «el Potro de Vallecas», fue siete veces campeón de España y ocho de Europa del peso ligero, y se mantuvo cinco años imbatido. Disputó en 1991 el título mundial a Pernell Whitaker, combate que perdió a los puntos tras decisión unánime.
Fue en el año 1999 cuando Javier Castillejo, conocido como «el Lince de Parla», para algunos el mejor boxeador que ha tenido España, puso fin a ese periodo en blanco y consiguió el cinturón mundial del peso superwélter de la WBC al derrotar al estadounidense Keith Mullings tras decisión dividida. En el año 2006 también consiguió el mundial del peso mediano de la WBA al derrotar al alemán Felix Sturm, por lo que se convirtió en el único español en conseguir mundiales en pesos distintos.
Ese mismo año el zaragozano José Antonio López Bueno consiguió el campeonato mundial de la WBO del peso mosca al derrotar en su ciudad natal a Rubén Sánchez. Defendió con éxito el título ante Igor Gerassimov, pero una lesión le impidió realizar otra defensa del título y se le desposeyó del cinturón.

### Principios delsigloXXI
Además del ya mencionado título del peso medio conseguido por Castillejo en el 2006, durante la primera década del siglo XXI se proclamaron campeones mundiales Jorge Mata, María Jesús Rosa y Gabriel Campillo. El primero lo logró en el año 2002 por la WBO en el peso mínimo, al derrotar a Reynaldo Frutos. María Jesús Rosa se convirtió en la primera mujer española en ganar un mundial; lo hizo en el año 2003 por la WIBF en el peso mínimosca y para lograrlo derrotó a Terry Moss. Gabriel Campillo derrotó al argentino Hernán Garay en 2009 para conseguir el título mundial del peso semipesado por la WBA.
En el año 2013, Kiko Martínez consiguió el título mundial versión IBF en el peso supergallo al derrotar al colombiano Jonatan Romero. Cinco años después lo consiguió Joana Pastrana en el peso mínimo.

## Boxeoamateur
España ha conseguido cuatro medallas olímpicas en esta disciplina. Enrique Rodríguez Cal consiguió la única medalla (un bronce) de la delegación española en los Juegos Olímpicos de Múnich 1972 en peso minimosca. Lo hizo tras perder en semifinales ante el púgil norcoreano Kim U-Gil.
La segunda de ellas fue una plata conseguida por Faustino Reyes en los Juegos Olímpicos de Barcelona 1992 en la categoría de peso pluma. Para ello derrotó a luchadores como Eddy Suárez o Ramazi Palia. Las otras dos las conquistó Rafael Lozano: un bronce en los Juegos Olímpicos de Atlanta 1996 y una plata en los Juegos Olímpicos de Sídney 2000. Además de estas medallas, los boxeadores olímpicos españoles han logrado nueve diplomas olímpicos en distintos Juegos.
El boxeo amateur ha conseguido otros triunfos, como cuando Luis Martínez Zapata consiguió el Guante de Oro en Chicago en 1947 o los éxitos conseguidos por el equipo nacional en los campeonatos europeos.
Desde 1924 se celebra el campeonato de España de boxeo amateur, aunque en el año 1925 y entre los años 1936 y 1939 no se disputó la competición.

## Boxeo femenino
A lo largo de la historia del boxeo en España las mujeres no jugaron ningún papel hasta el año 1996, cuando se celebró en La Coruña un combate entre dos boxeadoras portuguesas, Sonia Pereira y Sandra Gonçalves. La primera boxeadora profesional española y la que disputó el primer combate en España fue Esther Paez. En el año 2006 empezaron a disputarse los primeros campeonatos de España amateur. Marta Brañas se convirtió en la primera campeona profesional de España, al derrotar a Maribel de Sousa a los puntos en un combate celebrado el 4 de diciembre de 2015.
Otras boxeadoras españolas han conseguido distintos triunfos: Soraya Sánchez fue campeona de Europa del peso gallo de la EBU en el año 2010 y Joana Pastrana también lo consiguió en el peso mínimo en el año 2016. También ha conseguido el título continental Melania Sorroche en el año 2018. María Jesús Rosa consiguió en el año 2003 el campeonato del mundo del peso mini mosca de la WIBF al derrotar a Terry Moss. Pasaron quince años hasta que otra española consiguió el título mundial, Joana Pastrana en el peso mínimo.
A pesar de que desde los Juegos Olímpicos de Londres 2012 el boxeo femenino es deporte olímpico, ninguna española ha conseguido hasta el momento clasificarse para ninguna olimpiada.

## Boxeo español en la cultura

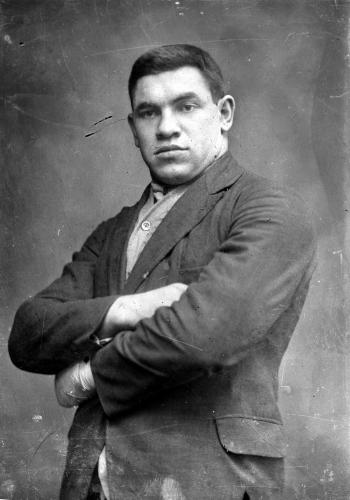
Paulino Uzcudun participó en el documental de Manuel Summers Juguetes rotos.

En el año 1966, Manuel Summers retrató la decadencia y comienzo de ciertas figuras del boxeo en España como Paulino Uzcudun, José Durán Pérez, Hilario Martínez, Ricardo Alís, Luis Vallespín y Eusebio Librero, en el documental Juguetes rotos. Tres años más tarde filmó Urtain, rey de la selva... o así, protagonizada por el propio Urtain. Después de la muerte del púgil, se estrenó la obra teatral Urtain, basada en su vida y dirigida por Andrés Lima.
En el año 1998, el exboxeador Poli Díaz realizó un cameo en la película de Santiago Segura Torrente, el brazo tonto de la ley.
Existen otras películas española que tratan del boxeo en España, aunque las situaciones que presentan son ficticias, como El tigre de Chamberí, de Pedro Luis Ramírez, o Young Sánchez, de Mario Camus, basada en un cuento de Ignacio Aldecoa. También destaca El marino de los puños de oro, dirigida por Rafael Gil y protagonizada por el boxeador Pedro Carrasco.
Además existen novelas cuyas tramas están ligadas con el boxeo en España, como La noche, de Andrés Bosch, ganadora del Premio Planeta del año 1959, o Golpes bajos, escrita por David Gistau.
En la década de 1950 se publicaron las historietas de Pacho Dinamita, un boxeador del País Vasco que vivía distintas aventuras.